# Швейцарский музей транспорта

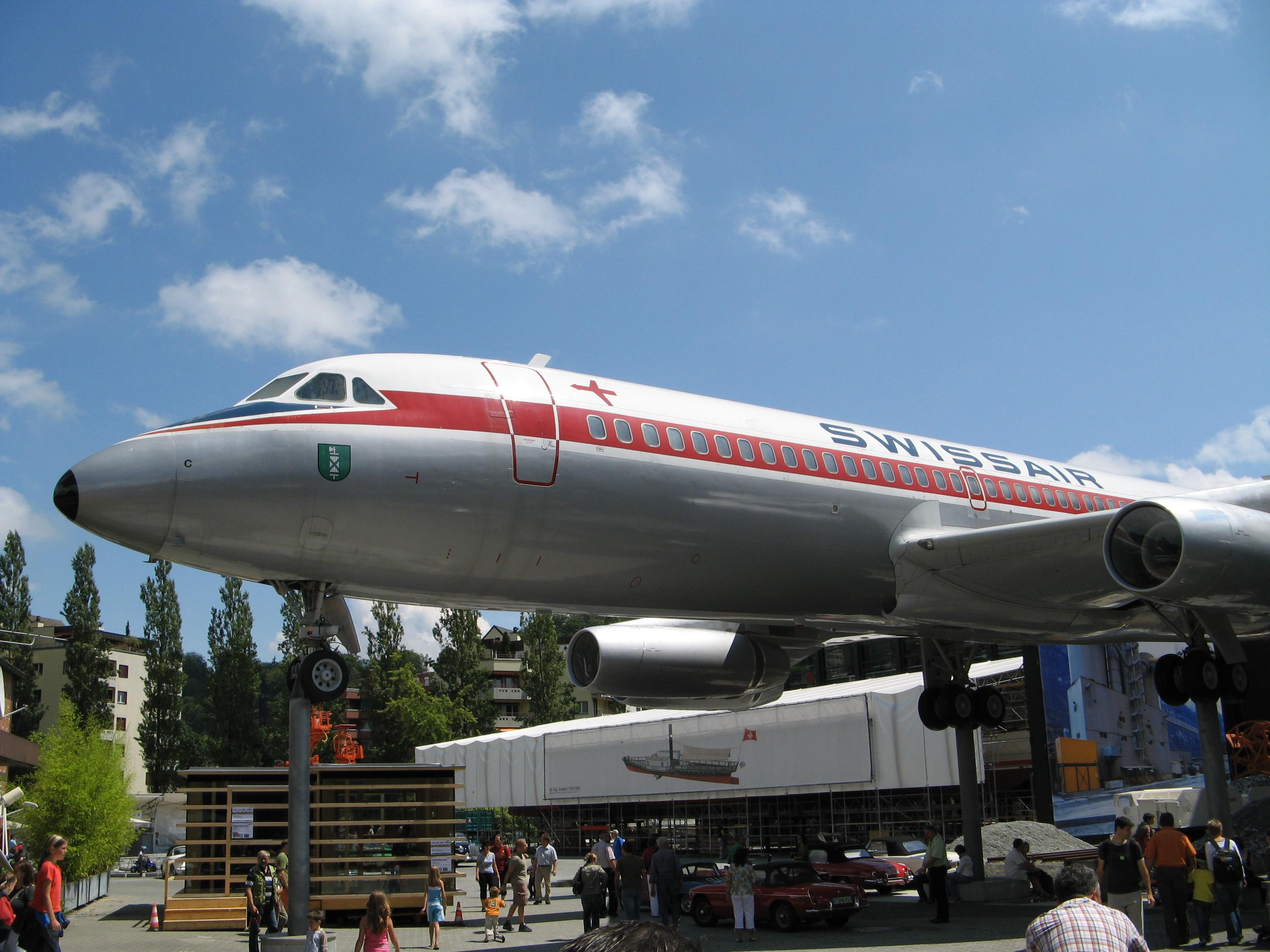
Часть открытой площадки музея

Швейцарский музей транспорта (нем. Verkehrshaus der Schweiz) — музей в Люцерне, открытый в 1959 году для экспонирования всех видов транспорта.  Музей также располагает большой коллекцией работ Ханса Эрни, местного художника и скульптора.
Есть несколько других достопримечательностей в музее, помимо коллекции: 
- Планетарий
- Кинотеатр IMAX
- Аэрофотоснимок Швейцарии в масштабе 1:20 000.

## Галерея

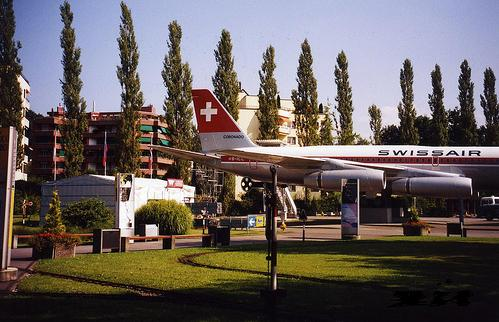
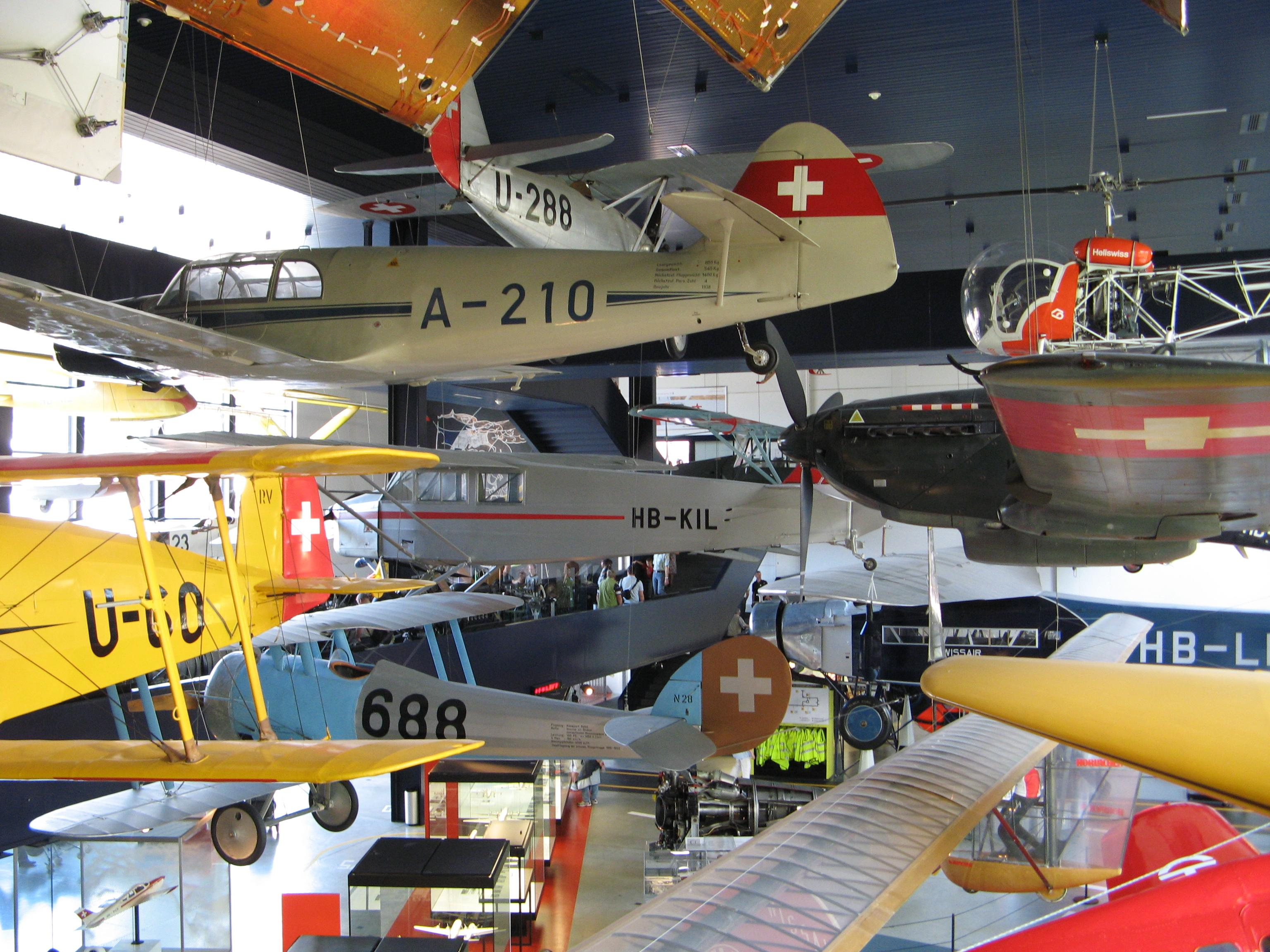
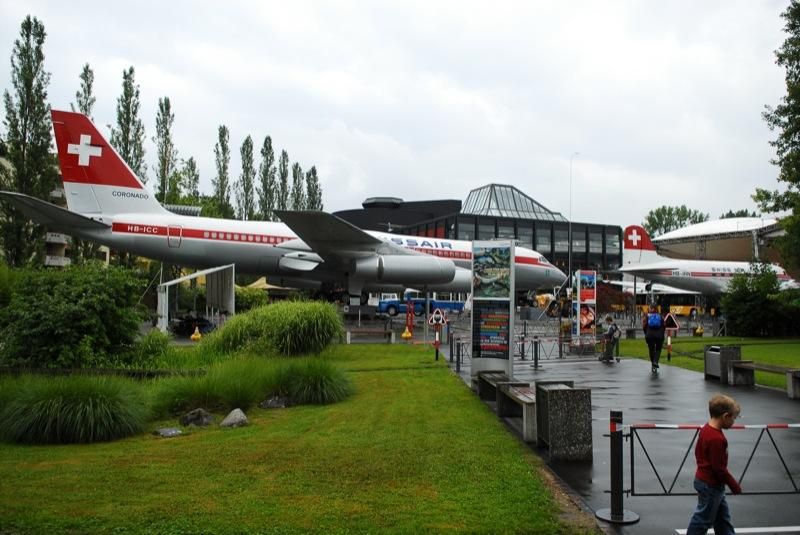
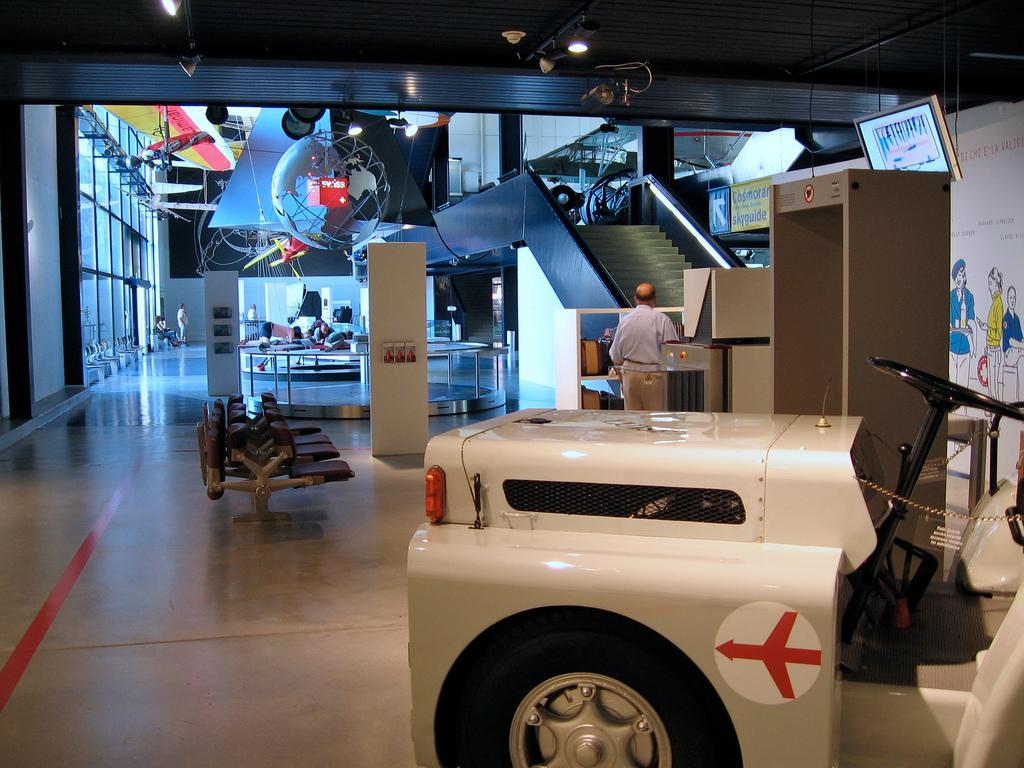